# Clavatula delphinae
Clavatula delphinae là một loài ốc biển, là động vật thân mềm chân bụng sống ở biển trong họ Clavatulidae.